# Leo Sayer

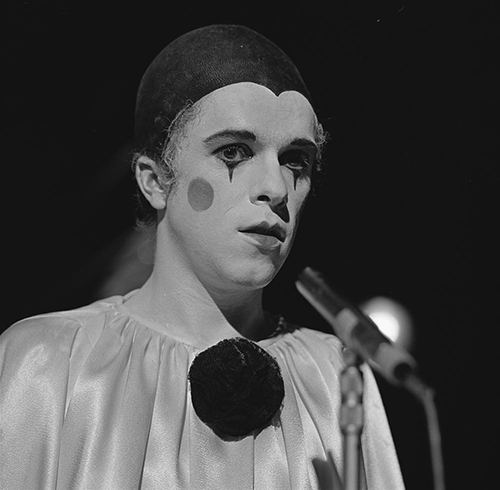
optreden in 1974 van Leo Sayer in Avro's TopPop

Gerard Hugh "Leo" Sayer (Shoreham-by-Sea, 21 mei 1948) is een Brits popzanger. Zijn bijnaam ontleent hij aan zijn krullenkapsel dat associaties met leeuwen opwekt.

## Biografie
Eind jaren 60 was Sayer lid van de Terraplane Blues Band uit Londen.
In 1971 formeerde hij de band Patches met drummer Dave Courtney. Courtney had ook gespeeld met de bekende popster Adam Faith. Deze begon begin jaren 70 een management voor artiesten. Sayer was een van de eerste artiesten die hij een contract aanbood, nadat in 1973 Roger Daltrey, zanger bij The Who, een solohit had met Sayers compositie Giving it all away.
Datzelfde jaar bereikte Sayers tweede single The show must go on in november de nummer 2-positie in de Engelse hitlijst. Three Dog Night coverde het lied en scoorde begin 1974 elders op de wereld er een hit mee, toen Sayer alweer met One man band in de Britse hitlijsten stond.
Zijn doorbraak in Nederland kwam in 1974 met de hit Long Tall Glasses. Andere grote hits waren You make me feel like dancing, When I need you, More than I can say en Orchard Road. In 1978 won Leo Sayer een Grammy voor het nummer You make me feel like dancing in de categorie Best R&B Song.
Vanaf 1984 werd het stil rond Sayer. Een comeback begin jaren 90 mislukte.
In 2002 werd het nummer Can't Stop Loving You door de Britse zanger Phil Collins gecoverd.  
In 2006 maakte dj en producer Meck uit Los Angeles een remix van Sayers plaat Thunder in my heart (1977). Meck was geïntrigeerd geraakt door het verhaal bij deze plaat. Sayer had het lied geschreven nadat hij met zijn vriend Tom Snow in Los Angeles met hun limousine over Sunset Boulevard reed en keek naar alle mooie dames die daar op straat rondliepen.
Sayer is erg enthousiast over de nieuwe versie van Meck. Meck gaf er de naam Thunder In My Heart Again aan. Het nummer kwam op nummer 1 terecht in de hitlijst van Engeland, de plaat kwam in de Top 40 op de 4e plaats en in de Mega Top 50 op de 9e plaats.
Sayer woont vanaf 2005 in Australië en is sinds 2009 Australisch staatsburger.

## Coverversies in Nederland
- In 1977 bracht de Surinaamse ballad-zanger Max Nijman een cover uit van When I Need You onder de titel Mi Wan Sji Joe.  In de jaren 90 maakte hij een nieuwe versie voor een best of-cd. Ook André Hazes coverde When I Need You met de song Als jij hier bent. Speciaal voor Valentijnsdag 2021 brachten de Ladies of Soul een niet-vertaalde versie uit welke was opgenomen volgens de coronamaatregelen.
- Cashmere had een Nederlands/Belgisch succes met Easy to love, omgedoopt tot Love's What I Want.

## Discografie

### Albums
| Album met eventuele hitnotering(en) in de Nederlandse Album Top 100 | Datum van verschijnen | Datum van binnenkomst | Hoogste positie | Aantal weken | Opmerkingen |
| ------------------------------------------------------------------- | --------------------- | --------------------- | --------------- | ------------ | ----------- |
| Just A Boy                                                          | 1974                  | 7-12-1974             | 17              | 11           |             |
| Endless Flight                                                      | 1977                  | 5-03-1977             | 19              | 6            |             |
| Thunder In My Heart                                                 | 1977                  | 15-10-1977            | 36              | 4            |             |
| Living In A Fantasy                                                 | 1980                  | 23-08-1980            | 15              | 9            |             |

### Singles
| Single met eventuele hitnotering(en) in de Nederlandse Top 40 | Datum van verschijnen | Datum van binnenkomst | Hoogste positie | Aantal weken | Opmerkingen                        |
| ------------------------------------------------------------- | --------------------- | --------------------- | --------------- | ------------ | ---------------------------------- |
| Why Is Everybody Going Home                                   | 10-08-1973            | 06-10-1973            | tip21           | 5            |                                    |
| The Show Must Go On                                           | 02-11-1973            | 09-02-1974            | tip19           | 3            |                                    |
| Long Tall Glasses                                             | 08-1974               | 09-11-1974            | 1 (1wk)         | 10           |                                    |
| Train                                                         | 01-03-1975            | 29-03-1975            | 15              | 5            |                                    |
| Moonlighting                                                  | 17-08-1975            | 27-09-1975            | tip5            | 4            |                                    |
| You Make Me Feel like Dancing                                 | 29-10-1976            | 27-11-1976            | 15              | 7            |                                    |
| When I Need You                                               | 14-01-1977            | 05-02-1977            | 3               | 7            |                                    |
| Thunder in My Heart                                           | 27-07-1977            | 08-10-1977            | 11              | 6            |                                    |
| More Than I Can Say                                           | 27-06-1980            | 09-08-1980            | 6               | 11           |                                    |
| Time Ran Out on You                                           | 17-09-1980            | 08-11-1980            | 30              | 3            |                                    |
| Bye Bye Now My Sweet Love                                     | 02-02-1981            | 21-02-1981            | tip15           | 4            |                                    |
| Have You Ever Been in Love                                    | 28-02-1982            | 20-03-1982            | 19              | 5            | Alarmschijf                        |
| Orchard Road                                                  | 07-02-1983            | 30-04-1983            | 7               | 8            |                                    |
| Unchained Melody                                              | 21-12-1985            | 22-02-1986            | tip6            | 6            |                                    |
| Thunder in My Heart Again                                     | 2006                  | 04-03-2006            | 4               | 19           | met Meck / Dancesmash op Radio 538 |

| Single met hitnotering(en) in de Vlaamse Ultratop 50 | Datum van verschijnen | Datum van binnenkomst | Hoogste positie | Aantal weken | Opmerkingen |
| ---------------------------------------------------- | --------------------- | --------------------- | --------------- | ------------ | ----------- |
| Long Tall Glasses                                    | 08-1974               | 23-11-1974            | 3               | 12           |             |
| Train                                                | 01-03-1975            | 05-04-1975            | 25              | 1            |             |
| You Make Me Feel like Dancing                        | 29-10-1976            | 04-12-1976            | 21              | 10           |             |
| When I Need You                                      | 14-01-1977            | 12-02-1977            | 2               | 11           |             |
| Thunder in My Heart                                  | 27-07-1977            | 08-10-1977            | 11              | 8            |             |
| More Than I Can Say                                  | 27-06-1980            | 16-08-1980            | 4               | 13           |             |
| Have You Ever Been in Love                           | 28-02-1982            | 13-03-1982            | 22              | 7            |             |
| Orchard Road                                         | 07-02-1983            | 07-05-1983            | 8               | 10           |             |
| Unchained Melody                                     | 21-12-1985            | 01-03-1986            | 16              | 2            |             |
| Real Life                                            | 1986                  | 17-05-1986            | 27              | 5            |             |
| Thunder in My Heart Again                            | 2006                  | 18-03-2006            | 6               | 18           | met Meck    |

### NPO Radio 2 Top 2000
| Nummers met noteringen in de NPO Radio 2 Top 2000 | '99 | '00  | '01  | '02  | '03  | '04  | '05  | '06  | '07  | '08  | '09  | '10  | '11  | '12  | '13  | '14  |
| ------------------------------------------------- | --- | ---- | ---- | ---- | ---- | ---- | ---- | ---- | ---- | ---- | ---- | ---- | ---- | ---- | ---- | ---- |
| Long Tall Glasses (I Can Dance)                   | -   | 1509 | -    | 1414 | -    | -    | -    | -    | -    | -    | -    | -    | -    | -    | -    | -    |
| Orchard Road                                      | 805 | 730  | 870  | 1027 | 872  | 1000 | 886  | 882  | 1194 | 942  | 1266 | 1559 | 1535 | 1791 | 1865 | 1858 |
| When I Need You                                   | 982 | -    | 1694 | 1250 | 1320 | 1373 | 1304 | 1304 | 1501 | 1373 | 1879 | -    | -    | -    | -    | -    |

1. ↑  Een '-' betekent dat het nummer niet was genoteerd en een vetgedrukt getal geeft de hoogste notering van een nummer aan.
2. ↑  Deze tabel is bijgewerkt tot en met de laatste editie (2024).

- Bibsys: 43459
- Biblioteca Nacional de España: XX1114038
- Bibliothèque nationale de France: cb13899450n (data)
- Gemeinsame Normdatei: 134508149
- International Standard Name Identifier: 0000 0000 7822 972X
- Library of Congress Control Number: n91004887
- MusicBrainz: 74df4e2f-fe75-4b4a-87c5-3f1b4bc95aa2
- Nationale Bibliotheek van Tsjechië: xx0029638
- Nationale bibliotheek van Australië: 35976277
- Nationale Bibliotheek van Polen: a0000002651386
- Nationale en Universitaire bibliotheek Zagreb: 000050928
- Nederlandse Thesaurus van Auteursnamen: 07121268X
- Trove: 1170316
- Virtual International Authority File: 56797604
- WorldCat: E39PBJgt37YQbPtbCbKWYgbKh3